# Райнальд (аббат Мармутье)
Райнальд (Регинальд; лат. Rainald, Reginald; умер в 846) — аббат монастыря Мармутье в Туре (843—846).

## Биография
Наибольшее количество сведений о Райнальде сохранилось в дарственных хартиях правителя Западно-Франкского государства Карла II Лысого. Также современник Райнальда, анонимный автор сочинения «Перенесение мощей Горгония», в своём труде оставил описание его деятельности как аббата Мармутье.
Происхождение Райнальда точно не установлено. В современных ему документах он упоминается как брат граф Тура Вивиана. На основании ономастических данных предполагается, что братья могли состоять в близком родстве с Роргонидами или даже быть членами этой семьи. Вероятно, среди их родственников были представители и других знатных франкских семейств: Этихонидов и Канкоридов. Возможно, что Райнальд и Вивиан были выходцами из Нейстрии и принадлежали к высшим кругам знати Франкского государства.
Вся известная из исторических источников деятельность Райнальда тесно связана с деятельностью его брата Вивиана. Первое упоминание о Райнальде в современных ему документах датируется 29 декабря 843 года, когда в одной из хартий Карла II Лысого он был назван аббатом монастыря Мармутье в Туре. Вероятно, его посвящение в сан настоятеля произошло незадолго до этой даты. Здесь он стал преемником Адаларда Сенешаля, самого могущественного магната Западно-Франкского королевства того времени. Предполагается, что изъятие Мармутье из-под управления Адаларда было вызвано желанием Карла II Лысого избавиться от влияния этого своего подданного, начавшего проявлять симпатии к императору Лотарю I. Вероятно, брат Райнальда Вивиан в дальнейшем сыграл значительную роль в изгнании Адаларда Сенешаля из Западно-Франкского государства, за что в конце 844 — начале 845 годов в награду получил от короля Турское графство и аббатство Святого Мартина.
В следующие три года Райнальд вместе с братом неоднократно упоминались в королевских хартиях. О дарах различным франкским монастырям, совершённым при содействии Карла II Лысого, сообщается в документах от 30 августа и 27 декабря 845 года, а также от 6 января 846 года. В королевской хартии, датированной 1 января 846 года, граф Вивиан назван аббатом монастыря Мармутье. Предполагается, что в конце 845 года Вивиан мог быть назначен королём ректором (светским аббатом) этого монастыря при сохранении за Райнальдом сана настоятеля обители.
По свидетельству автора «Перенесения мощей Горгония», бывшего монахом Мармутье, Райнальд принял монастырь в очень запущенном состоянии: грабежи и нерадения об обители её предыдущих настоятелей привели аббатство в запустение. Желая возродить былую славу своего монастыря, Райнальд решил посетить Рим, чтобы попросить у папы Сергия II средств на содержание аббатства. В сопровождении большого числа турских клириков Райнальд весной 846 года прибыл в Италию. 19 мая он был радушно принят папой римским и получил от того в дар мощи святого Горгония Никомедийского. Современник событий писал, что эти священных реликвий оказались чудотворными. Обратный путь Райнальда пролегал через Пьяченцу, Верчелли, Аосту, Лозанну, Санлис и Орлеан, и во всех этих городах происходили чудодейственные исцеления больных. Согласно преданиям, среди излеченных была и королева Ирментруда, после поклонения мощам избавившаяся от желудочных колик.
Райнальд вернулся во Франкию летом 846 года. Мощи Горгония Никомедийского были помещены в турскую базилику Святого Мартина, а в Мармутье началось строительство церкви для привезённых из Италии реликвий. Однако Райнальд не дожил до конца строительства: он скончался вскоре после своего возвращения в Тур. Торжественная церемония перенесения мощей в новую базилику, состоявшаяся 3 июля 847 года в присутствии графа Вивиана, архиепископа Тура Ландрана и епископа Нанта Актарда, прошла уже без участия Райнальда.
После смерти Райнальда граф Вивиан добился от Карла II Лысого права стать преемником своего брата в сане настоятеля монастыря Мармутье.